# Verbenon
Verbenon, C10H14O, är en omättad cyklisk keton med pinenstruktur.

## Egenskaper
Verbenon är nästan olöslig i vatten men blandbar med de flesta organiska lösningsmedel och har en karakteristisk pepparmyntsliknande doft.

## Förekomst
Verbenon är en naturlig organisk förening och klassas som en terpen som finns naturligt i en mängd olika växter. Den finns även i t.ex. spansk verbenaolja och olja av rosmarin. Förutom att vara en naturlig beståndsdel i växter, är den och dess analoger insektsferomoner.

## Framställning
Verbenon kan lätt framställas syntetiskt genom oxidation av den vanligare terpenen α-pinen:
Verbenon kan sedan omvandlas till chrysantenon genom en fotokemisk ombildningsreaktion:

## Användning
Verbenon används för bekämpning av angrepp av tallbarkborre och andra liknande skadeinsekter.
På grund av dess angenäma arom, används verbenon (eller eteriska oljor med högt verbenoninnehåll) i parfymer, aromaterapi, örtteer, kryddor och naturläkemedel. L-isomeren används som ett hostdämpande medel. Verbenon kan också ha antimikrobiella egenskaper.